# Yamaha YM2413
 (août 2023).
Si vous disposez d'ouvrages ou d'articles de référence ou si vous connaissez des sites web de qualité traitant du thème abordé ici, merci de compléter l'article en donnant les références utiles à sa vérifiabilité et en les liant à la section « Notes et références ».

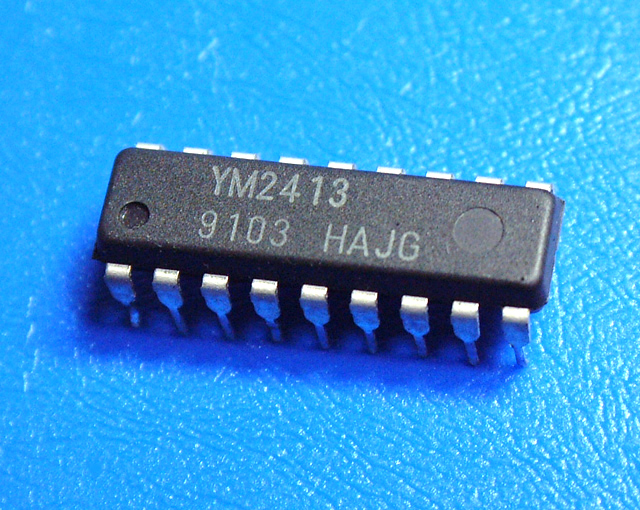
YM2413

Le Yamaha YM2413 ou OPLL, est un générateur de son programmable à synthèse FM développé par Yamaha, basé sur le YM3812 (en) (OPL2) de cette société. Un nombre important de ses registres ont été supprimés pour le rendre plus économique. Il en résulte que le YM2413 ne peut jouer qu'un seul instrument défini par l'utilisateur à la fois. Les réglages des 15 autres instruments sont en dur et ne peuvent être modifiés par l'utilisateur. Les autres modifications pour réduire son coût sont : le nombre de formes d'ondes réduit à deux, les canaux ne sont pas mixés en utilisant un additionneur, au lieu de cela, le DAC de la puce utilise un multiplexage par division du temps pour jouer des segments courts de chaque canal de façon séquentielle, comme c'était déjà le cas dans le YM2612.

## Utilisations
La version japonaise de la console de jeu, Master System de Sega. La puce était également intégrée à certaines cartouches du MSX et à certaines cartes mères des MSX2 et générations suivantes.